# Список умерших в 1169 году
В этой статье представлен список известных людей, умерших в 1169 году.
См. также: Категория:Умершие в 1169 году

## Январь
- 2 января — Бланшфор, Бертран де — великий магистр ордена тамплиеров (1156—1169).
- 25 января — Шевар ибн Муджир — Великий визирь Египта (1162—1163; 1164—1169). Убит.

## Февраль
- 6 февраля — Торос II — армянский князь из династии Рубенидов, властелин Киликии (1144/1145 — 1169).

## Март
- 10 марта — Готпольд, богемский церковный деятель, католический священник, епископ Пражский (1168).
- 16 марта — Гуго де Лузиньян — старший сын и наследник Гуго VIII де Лузиньяна, регент отцовских владений (с 1163).
- 23 марта — Асад ад-Дин Ширкух I ибн Шади — военачальник (исфахсаллар) и везир дамаскского атабека Hyp ад-дина Махмуда ибн Занги (1146—1174), амир Хомса (1154—1169), великий везир Египта (1169).

## Май
- 9 мая — Педру Афонсу— португальский дворянин, внебрачный сын Афонсу I Великого, первый великий магистр Ависского ордена.
- 21 мая — Бертольд Цвифальтенский, немецкий хронист, монах-бенедиктинец, аббат Цвифальтенского монастыря в Швабии.
- 30 мая — Найджел — епископ Или (1133—1169).

## Июнь
- 27 июня — Герхох Рейхерсбергский[англ.] — немецкий теолог и деятель григорианской реформы, называемый немецким Бернардом Клервоским

## Июль
- 1 июля — Алиса Намюрская — графиня-консорт Эно, жена Балдуина IV де Эно.
- Хилари[англ.] — епископ Чичестера (1147—1169)

## Октябрь
- 23 октября — Хиллин фон Фальмагне[нем.] — архиепископ Трира (1152—1169)

## Дата неизвестна или требует уточнения
- Арнуль I де Гин, граф Гина, основатель Гентской династии.
- Вальтер из Малонна[нем.] — епископ Вроцлава (1149—1169).
- Гильом VII, граф Оверни (с 1145).
- Грегуар[англ.] — епископ Данкелда (ок. 1147—1169).
- Ибн Фундук, персидский историк, автор сочинения Тарих-и Бейхак (1168).
- Мерконе, Джованни — католический церковный деятель XII века, кардинал-священник Санти-Сильвестро-э-Мартино (1150—1169)
- Муджир ад-Дин Абак — эмир Дамаска (1140—1154).
- Рамиро Фройлас, леонский магнат и граф, государственный деятель и военачальник.
- Стефан дю Перш — канцлер Сицилийского королевства(1166—1168), архиепископ Палермо (1167—1168)